# الشن مرادی
الشن مرادی ابدی (زادهٔ ۱ خرداد ۱۳۶۴ در تهران) استادبزرگ شطرنج اهل ایران است، که از اسفند ۱۳۹۵ در مسابقات بین‌المللی با پرچم آمریکا شرکت می‌کند. او در سال ۲۰۰۴ درجهٔ استاد بین‌المللی را به‌دست‌آورد و در سال ۲۰۰۵ سومین شطرنج‌باز ایرانی، پس از احسان قائم‌مقامی و امیر باقری شد که به درجهٔ استادبزرگ دست یافت.
مرادی در سال ۱۳۸۰ در ۱۶ سالگی با امتیاز ۱۰ از ۱۱ (نمایش ریتینگ ۲۷۱۲) قهرمان شطرنج ایران شد. او در المپیاد شطرنج ۲۰۰۴ (میز دو)، ۲۰۰۶ (میز چهار)، ۲۰۰۸ (میز دو)، ۲۰۱۰ (میز دو) و ۲۰۱۴ (میز دو) عضو تیم ملی ایران بوده است. مقام یازدهم قهرمانی جوانان زیر ۲۰ سال جهان در سال ۲۰۰۴ از دیگر عنوان‌های اوست. مرادی در بازی‌های آسیایی ۲۰۰۶ دوحه یک مدال برنز در بخش کلاسیک تیمی (به همراه احسان قائم‌مقامی و آتوسا پورکاشیان)، در بازی‌های آسیایی داخل سالن ۲۰۰۷ ماکائو دو مدال برنز یکی در بخش انفرادی کلاسیک و دیگری در تیمی سریع (به همراه احسان قائم‌مقامی، همایون توفیقی، شادی پریدر، شایسته قادرپور و میترا حجازی‌پور)، در بازی‌های آسیایی داخل سالن ۲۰۰۹ کوانگ‌نین یک مدال برنز در شطرنج برق‌آسای تیمی (به همراه احسان قائم‌مقامی، مرتضی محجوب، آتوسا پورکاشیان، شادی پریدر و شایسته قادرپور) و در بازی‌های جهانی ورزش‌های فکری ۲۰۰۸ پکن یک مدال برنز در شطرنج سریع تیمی مردان کسب کرده است. وی همچنین به همراه تیم ملی شطرنج ایران در قهرمانی جام ملت‌های آسیا سه بار در سال‌های ۲۰۰۵ و ۲۰۰۹ و ۲۰۱۴ به مقام سوم تیمی در آسیا دست یافته است.
او فارغ‌التحصیل دبیرستان علامه حلی تهران و مهندسی شیمی دانشگاه صنعتی شریف است.
از جمله رکوردهای او مبارزهٔ هم‌زمان با ۵۵ نفر در سال ۱۳۸۴ در دانشگاه صنعتی شریف است که به تساوی با ۴ نفر و برد از بقیهٔ بازیکنان انجامید. در ۲۴ اردیبهشت ۱۳۸۵ نیز مسابقهٔ خیریه‌ای در دانشگاه صنعتی شریف برگزار شد و مرادی به‌طور هم‌زمان با ۱۲۰ نفر به رقابت پرداخت که نتیجهٔ آن ۷ تساوی و برد باقی افراد بود. این مسابقه بزرگ‌ترین مسابقهٔ شطرنج هم‌زمان ایران در آن زمان بود.

## مهاجرت
الشن مرادی در سال ۲۰۱۲ به آمریکا مهاجرت کرد و در دانشگاه صنعتی تگزاس مشغول به تحصیل و تدریس شد. تیم شطرنج دانشگاه تگزاس تکنولوژی به همراه الشن مرادی قهرمان شطرنج دانشگاه‌های آمریکا در سال‌های ۲۰۱۲ و ۲۰۱۵ شد.
الشن مرادی در بهمن سال ۱۳۹۴ (فوریه ۲۰۱۶) پس از احسان قائم‌مقامی به عنوان دومین شطرنج‌باز ایرانی به درجه بین‌المللی ۲۶۰۰ رسید و در ماه بعد رکورد شخصی خود را به ۲۶۰۳ رساند.
وی در اسفند ۱۳۹۵ تابعیت آمریکا را گرفت و از آن پس در مسابقات بین‌المللی، با پرچم آمریکا شرکت می‌کند.